# الكنيسة المصلحة الهولندية

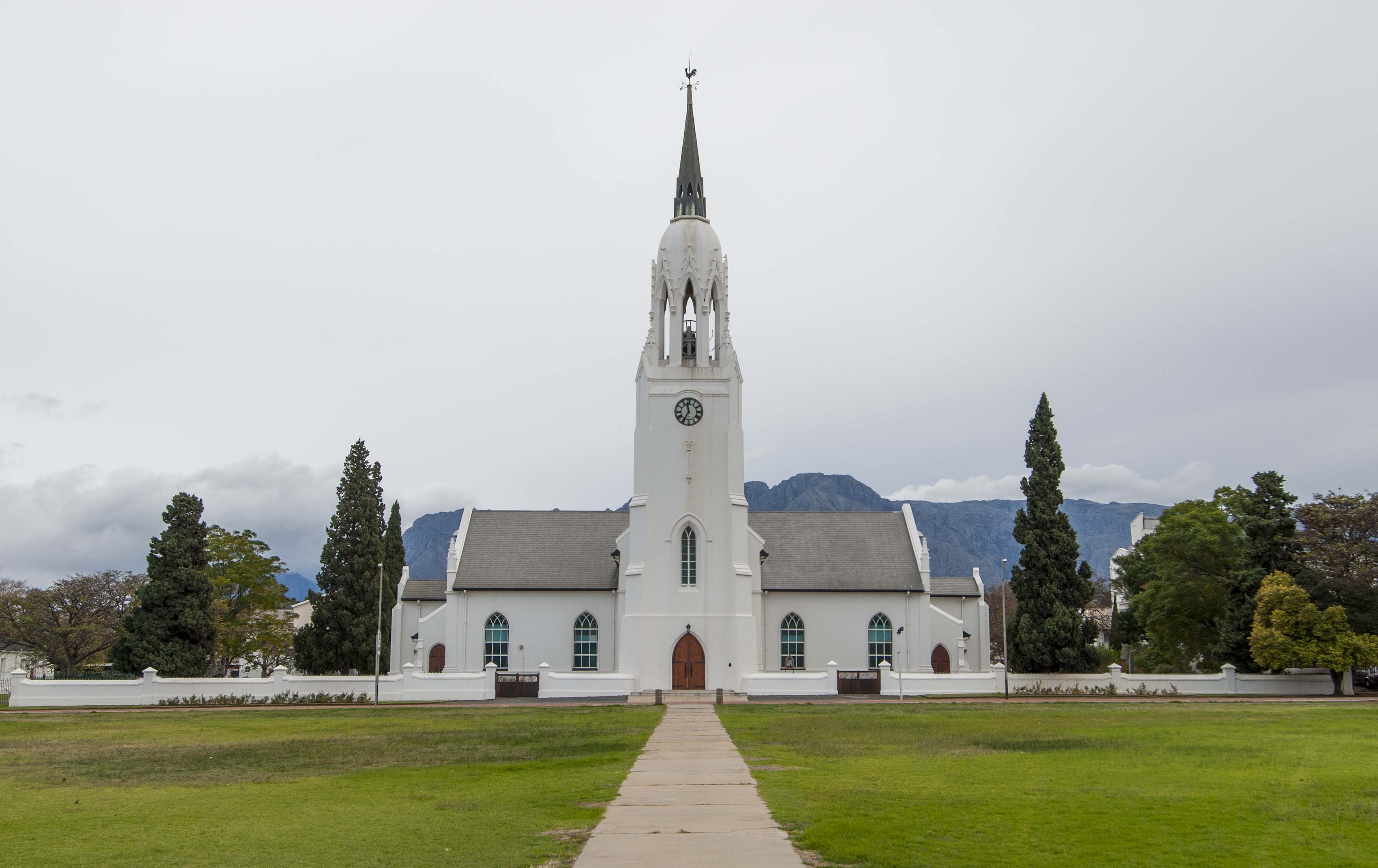
الكنيسة المصلحة الهولندية بشارع الكنيسة.

الكنيسة المصلحة الهولندية (بالهولندية: Nederlandse Hervormde Kerk أو NHK) كانت طائفة مسيحية كالفينية في هولندا. وتطورت خلال الإصلاح البروتستانتي. وقد تأسست في العقد 1570، واستمرت حتى عام 2004، السنة التي اندمجت مع كنائس البروتستانتية في هولندا والكنيسة الإنجيلية اللوثرية في مملكة هولندا لتشكيل الكنيسة البروتستانتية في هولندا.